# Meringis jamesoni
Meringis jamesoni är en loppart som beskrevs av Hubbard 1943. Meringis jamesoni ingår i släktet Meringis och familjen mullvadsloppor. Inga underarter finns listade i Catalogue of Life.